# Гилен, Михаэль
Михаэ́ль Ги́лен (полное имя — Михаэль Андреас Гилен, нем. Michael Andreas Gielen; 20 июля 1927, Дрезден — 8 марта 2019, Мондзее) — австрийский дирижёр и композитор.
Сын театрального деятеля, директора Бургтеатра Йозефа Гилена и актрисы Розы Штейерман, сестры Эдуарда Штейермана. В 1940 г. семья Гилена эмигрировала в Аргентину (мать — из еврейской западноукраинской семьи). В Буэнос-Айресе изучал музыку (у Эрвина Лёйхтера) и философию, концертировал как пианист (в частности, выступив в 1949 г. с исполнением всех фортепианных произведений Шёнберга), начал работать репетитором в Театре Колон. В 1950 г. вернулся в Австрию, работал в Венской государственной опере. В 1960—1965 гг. возглавлял Шведскую королевскую оперу, в 1969—1971 гг. Бельгийский национальный оркестр, в 1972—1975 гг. Амстердамскую оперу, в 1977—1987 гг. Франкфуртскую оперу (одновременно будучи в 1980—1986 гг. главным дирижёром Симфонического оркестра Цинциннати). В 1986—1999 гг. главный дирижёр Оркестра Юго-Западного радио Германии.
Помимо классического репертуара, Гилен дирижировал премьерами таких значительных сочинений, как Реквием Дьёрдя Лигети, «Реквием по юному поэту» Бернда Алоиза Циммермана, работы Карлхайнца Штокхаузена, Хельмута Лахенмана, Юнгхи Паг-Пан и др.
Среди собственных сочинений Гилена выделяются вокальные циклы на стихи Ганса Арпа, Поля Клоделя, Стефана Георге, Пабло Неруды.
В соавторстве с журналистом Паулем Фибихом выпустил книгу «Беседы о Малере. Десять симфоний» (нем. Mahler im Gespräch. Die zehn Sinfonien; Штутгарт, 2002, ISBN 978-3-476-01933-2).

## Признание
Премия Теодора Адорно (1986). Большой серебряный почётный знак «За заслуги перед Австрийской Республикой» (1997). Премия Эрнста фон Сименса (2010). Большой офицерский крест Ордена «За заслуги перед Федеративной Республикой Германия» (2010).